# Ridolfisammansvärjningen

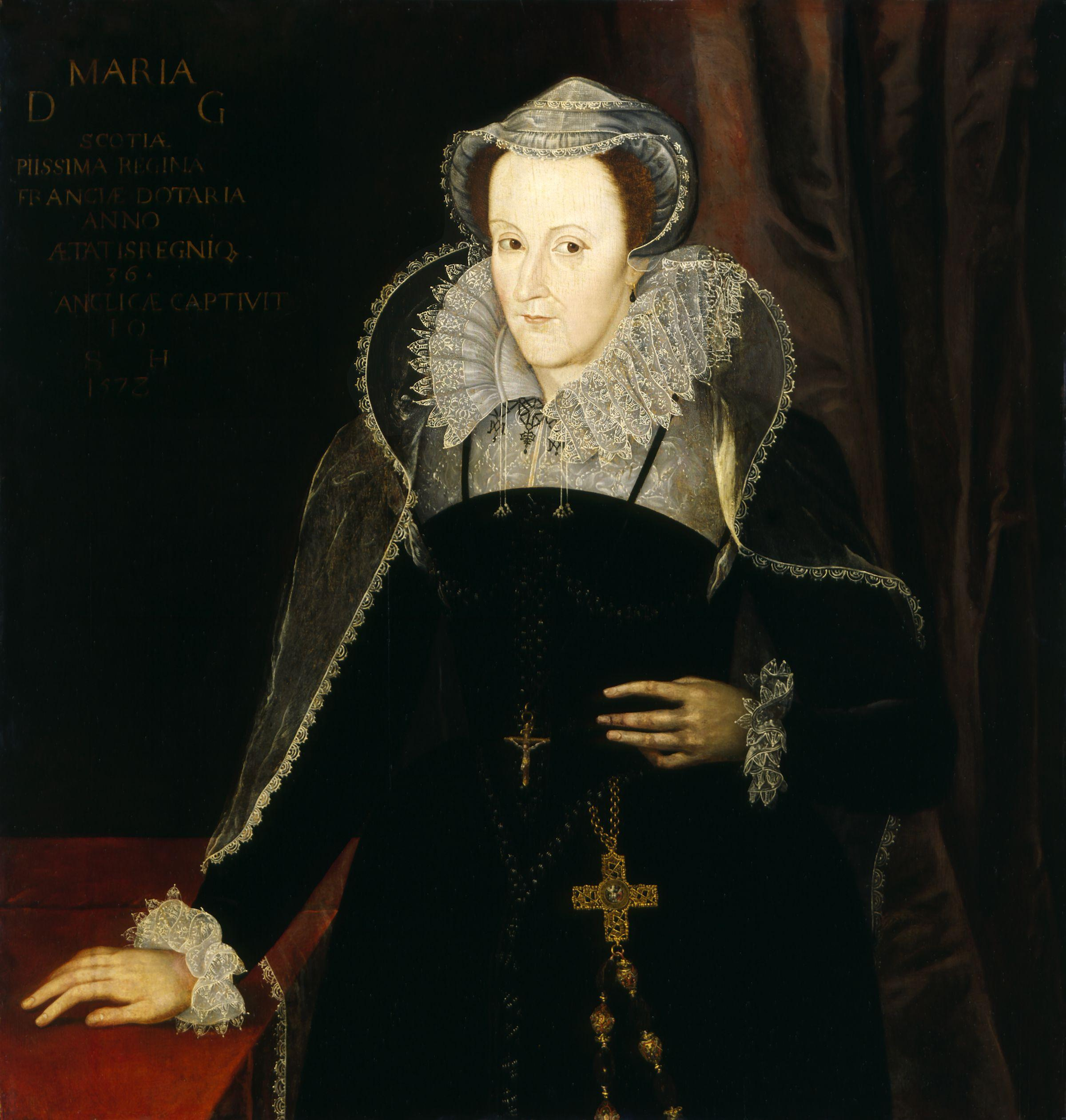
Ridolfisammansvärjningen gick ut på att göra den katolska Maria Stuart till drottning av England, istället för den protestantiska Elisabet.

Ridolfisammansvärjningen var en katolsk konspiration år 1570 med syftet att mörda drottning Elisabet I av England och ersätta henne på tronen med hennes katolska kusin Maria Stuart. Planens upphovsman var italienaren Roberto di Ridolfi, en internationell bankir som i sitt arbete kunde resa mellan Bryssel, Rom, och Madrid utan att väcka misstankar. 

## Bakgrund

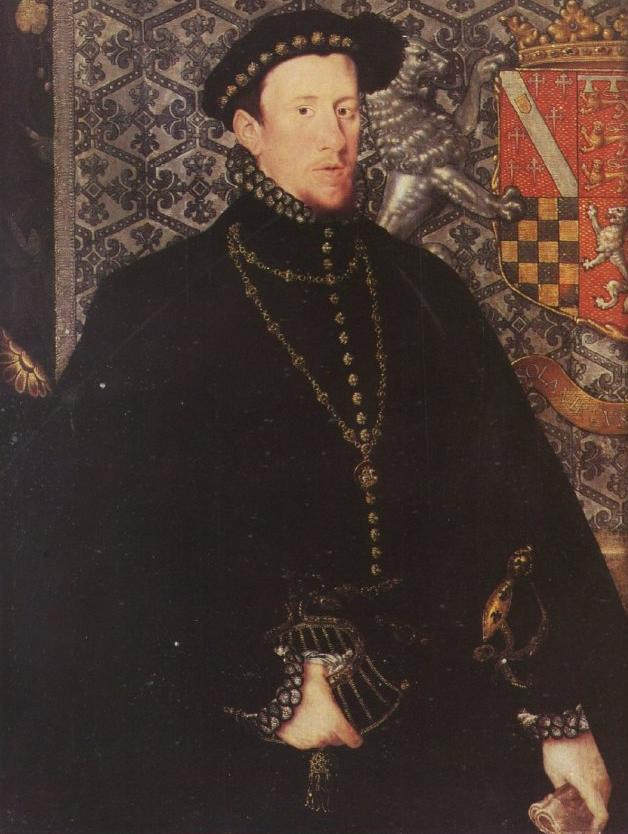
Thomas Howard, 4:e hertig av Norfolk

Thomas Howard, 4:e hertig av Norfolk var släkt med drottning Elisabet, som härstammade från släkten Howard genom sin mor, Anne Boleyn. Norfolk var den rikaste jordägaren i England och hans namn hade nämnts i diskussionen kring en lämplig make åt Maria Stuart ända sedan hon anlänt till England år 1568. Detta passade hertigen av Norfolk väl, då han var en mycket ambitiös man som upplevde att Elisabet undervärderade honom. Med ett sådant äktenskap som mål stödde Norfolk inledningsvis det uppror mot Elisabet som brukar kallas the Northern Rebellion, men han tappade modet och försökte avvärja upprorets utbrott. Detta visade sig omöjligt då flera av earlarna i norr kände att de gått för långt för att kunna vända tillbaka, och var alltför djupt engagerade i målet att återbörda England till den katolska tron. Man hade dessutom slutit ett avtal med Spanien, om att stötta hertigen av Alba, i ett invasionsförsök, och stödet från Spanien innebar att man vågade gå vidare även när man förlorat Norfolk som deltagare i upproret.
När upproret hade misslyckats avrättades ledarna och kyrkan rensades på katolska sympatisörer. Norfolk fängslades och sattes i Towern där han fick stanna i nio månader innan han tilläts återvända hem under husarrest, efter att han erkänt allt om sin inblandning samt bett drottningen om nåd. Påven Pius V lät till följd av detta upprätta en påvlig bulla, Regnans in Excelsis, i vilken han exkommunicerade Elisabet. Påven löste därmed drottningens undersåtar från sin lydnadsplikt och uppmuntrade istället alla engelsmän att göra allt för att Elisabet skulle kunna ersättas av en katolsk furste. De flesta av Elisabets undersåtar tog dock avstånd från bullan.  Påvens utspel tvingade dock Elisabet och hennes regering att bedriva en mycket strängare politik gentemot katoliker och katolska sympatisörer.

## Sammansvärjningen
Roberto di Ridolfi var en florentinsk bankir som på grund av sin devota katolicism blivit delaktig i the Northern rebellion, och han hade även tidigare försökt få med sig medkonspiratörer i planer på att mörda drottning Elisabet. När han såg hur upproret misslyckades, och hur ovilliga engelsmännen var att resa sig mot sin drottning, kom han till slutsatsen att det bara var med utländsk hjälp England skulle kunna återbördas till den katolska kyrkan, och den katolska Maria Stuart placeras på Englands tron. Han började därför sondera intresset bland sina kontinentala kontakter för att delta i en sammansvärjning. Marias rådgivare John Lesley, biskop av Ross ställde sig positiv till planen då han menade att Elisabets död vore det enda som kunde återge friheten till Maria Stuart. Planen gick ut på att hertigen av Alba skulle från sitt utgångsläge i Nederländerna sjösätta en invasion av England med 10 000 man. Han skulle backas upp av de engelska adelsmän, främst från norr, som fortfarande tillhöre den katolska kyrkan. Man skulle också mörda Elisabet, samt realisera äktenskapet mellan Maria Stuart och hertigen av Norfolk. Ridolfis optimistiska gissning var att hälften av alla adelsmän i England hyste katolska sympatier, och att de tillsammans skulle kunna skapa en armé på över 39 000 man. Norfolk hävdade inför Ridolfi att han var troende katolik, men officiellt hade Norfolk förklarat sig vara anhängare av reformationen. Både Maria och Norfolk ställde sig dock positiva till Ridolfis plan, båda hade också mycket att vinna på planens genomförande.  Med deras välsignelse gav sig Ridolfi iväg till Europa för att skaffa sig kung Filip II:s, påven Pius V:s och hertigens av Alba godkännande av planen. 
Hertigen av Alba var dock tveksam till Ridolfis plan. Hans huvudsakliga invändning var att planen, om den visade sig framgångsrik, skulle leda till att Maria Stuart blev drottning av England. Som änkedrottning av Frankrike och dotter till en fransk prinsessa fruktade hertigen av Alba att Maria Stuart skulle stödja Frankrike mot Spanien i den framtida utrikespolitiken, ett scenario som spanjorerna fruktade.

## Avslöjande
År 1571 fick Elisabet rapporter om att hennes säkerhetstjänst uppdagat information om att det förekom en sammansvärjning mot hennes liv. Genom att nästla sig in hos den spanske ambassadören och få hans förtroende hade John Hawkins lyckats ta reda på detaljer om hur Ridolfis plan såg ut, och han hade sedan skickat denna information vidare till sir Francis Walsingham som förestod Elisabets underrättelsetjänst. Elisabet fick också en privat varning från Cosimo den store, som skrev och meddelade drottningen om rykten han hört om en plan att lönnmörda henne. Charles Baille, Ridolfis budbärare, arresterades när han anlände till Dover och man fann komprometterande brev i hans packning. Under tortyr erkände han sedan sin del i sammansvärjningen och berättade detaljer om planen och andra inblandade. Hertigen av Norfolk arresterades den 7 september 1571, och förpassades till Towern. Guerau de Spes, den spanske ambassadören i England, utvisades ur landet i januari 1572. Ridolfi befann sig fortfarande utomlands när sammansvärjningen avslöjades, vilket sannolikt räddade hans liv. Han återvände aldrig till England. År 1600 utnämndes han till senator i Florens.
När Maria Stuart förhördes, medgav hon att hon haft vissa kontakter med Ridolfi, men nekade till all kännedom om sammansvärjningen. De bevis som förelåg pekade tydligt ut den skotska drottningen som delaktig i konspirationen, men Elisabet vägrade att ställa kusinen inför rätta, och lämnade in sitt veto mot ett lagförslag från parlamentet som fördömde Maria Stuart och tog ifrån henne arvsrätten till den engelska kronan. Elisabet insåg att det skulle vara ett farligt prejudikat att låta avrätta en monark av Guds nåde, och att detta exempel skulle kunna undergräva hennes egen ställning. Istället lät hon avrätta hertigen av Norfolk för högförräderi den 2 juni 1572, om än efter lång tvekan, antagligen föranledd av deras släktskap och Norfolks ställning som rikets främste pär. Efter Ridolfisammansvärjningen ändrades dock behandlingen av Maria Stuart, och från att man försökt behålla skenet av att hon var en ärad gäst, blev det nu tydligt att hon hölls i fångenskap. Den engelska adeln tog avstånd från henne, och en sträng fångvaktare i form av den puritanske sir Amyas Paulet fick i uppgift att se till att Maria Stuart inte längre skulle kunna kommunicera med omvärlden. Maria fortsatte dock att intrigera, och det var hennes senare inblandning i Babingtonsammansvärjningen som slutligen ledde till att hon avrättades, den 8 februari 1587.
En i mycket hög grad bearbetad version av Ridolfisammansvärjningen beskrivs i filmen Elizabeth från 1998.  Här framställs hertigen av Norfolk som den ledande konspiratören, och Ridolfi själv är inte ens med i filmen. Däremot beskrivs både den katolske biskopen Stephen Gardiner (som dog redan år 1555, före Elisabets trontillträde) och John Ballard som egentligen var delaktig i Babingtonsammansvärjningen, som delaktiga i Ridolfisammansvärjningen.